# Manuchekhr Dzhalilov
Manuchekhr Dzhalilov (en tayiko: Манучеҳр Ҷалилов, en ruso: Манучехр Насруллоевич Джалилов ,en persa: ‌ منوچهر نصرالله‌یویچ جلیلوف‎, Hisor, RSS de Tayikistán; 27 de septiembre de 1990) es un futbolista de Tayikistán que juega en la posición de delantero y que actualmente milita en el FC Istiklol de la Liga de fútbol de Tayikistán.

## Carrera

### Club
| Periodo   | Club                       |
| --------- | -------------------------- |
| 2009–2010 | FC Lokomotiv-2 Moscow      |
| 2011–2014 | FC Neftekhimik Nizhnekamsk |
| 2015–2017 | FC Istiklol                |
| 2018      | Sriwijaya FC               |
| 2019      | Persebaya Surabaya         |
| 2020–     | FC Istiklol                |

### Selección nacional
Formó parte de la selección nacional sub-17 en la Copa Mundial de Fútbol Sub-17 de 2007 jugada en Corea del Sur y su debut con la selección mayor se dio el 2 de septiembre de 2011 ante Uzbekistán en la clasificación de AFC para la Copa Mundial de Fútbol de 2014.
Su primer gol con la selección nacional lo anotó el 26 de mayo de 2015 en un partido amistoso ante Maldivas jugado en Malé que terminó con victoria por 2-0.

## Logros

### Club
Istiklol
- Tajik League: 2015, 2016,[7] 2017,[8] 2020,[9] 2021,[10] 2022[11]
- Copa de Tayikistán: 2016,[12] 2022[13]
- Supercopa de Tayikistán: 2015, 2016,[14] 2020,[15] 2021,[16] 2022[17]

Sriwijaya
- East Kalimantan Governor Cup: 2018

### Individual
- Goleador de la Liga de fútbol de Tayikistán: 2015,[18] 2016,[19] 2021,[20] 2022[21]
- Jugador del Año de Tayikistán: 2015,[22] 2016[23]
- Mejor Jugador de la AFC Cup: 2017[24]
- Goleador de la Indonesia President's Cup: 2019 (compartido)